# Operacja Salomon
Operacja Salomon (hebr. מבצע שלמה) – tajna akcja izraelskiego wojska przeprowadzona w 1991 roku, podczas której drogą lotniczą przetransportowano etiopskich Żydów do Izraela.
W tym czasie etiopski reżim Mengystu Hajle Marjama został poważnie zagrożony przez sukcesy militarne erytrejskich rebeliantów. Spowodowało to poważną destabilizację polityczną. Kilka żydowskich organizacji, jak również Państwo Izrael, niepokoiło się o sytuację felaszów, etiopskich Żydów, nazywanych najczęściej Beta Israel. W 1990 roku rząd i armia izraelska rozpoczęły opracowywanie planu przetransportowania samolotami żydowskiej populacji z Etiopii do Izraela.
W ciągu 36 godzin przewieziono 14 325 osób będących członkami plemienia Beta Israel. Samoloty Izraelskich Sił Powietrznych C-130 były wyładowane do granic możliwości, latając bez przerwy w obie strony. W nowej ojczyźnie Etiopczykom zapewniono jedzenie i schronienie. Po zakończeniu akcji okazało się, iż w jej wyniku przetransportowano dwa razy więcej członków Beta Israel niż podczas wcześniejszych Operacji Mojżesz i Jozue razem wziętych.
Podczas Operacji Salomon pobito światowy rekord przewozu pasażerskiego – 24 maja 1991 roku samolot Boeing 747-400 izraelskich linii lotniczych El Al zabrał 1122 pasażerów (oficjalnie zarejestrowanych było 1087 osób, ale dziesiątki dzieci weszło na pokład niezauważonych, poukrywanych w fałdach szat kobiet).